# Sir Arthur Lewis Community College
Sir Arthur Lewis Community College (Abk.: SALCC) ist das einzige Community College im karibischen Inselstaat St. Lucia. Das College wurde 1985 gegründet und ist nach dem Ökonom und Nobelpreisträger Sir Arthur Lewis benannt.

## Lehre
Das College bietet in drei Fakultäten (divisions) mehrere Studiengänge zu Landwirtschaft, Technik und Gesundheitswesen, Lehrerausbildung (Joint Board of Teacher Education for the Eastern Caribbean), sowie Vorbereitungskurse für die A-Level-Examen.
Außerdem gibt es einen Kurs für Early Childhood Development (ECD)
Die Kurse sind stark an der Praxis orientiert.
Das College liegt in unmittelbarer Nachbarschaft zum Campus der University of the West Indies.

## Absolventen
- Sarah Flood-Beaubrun, ehemalige Abgeordnete und Government Minister
- Gale Rigobert, Abgeordnete für Micoud North